# Zlatko Vujović
Pour les articles homonymes, voir Vujovic.
Zlatko Vujović est un footballeur international yougoslave d'origine croate et bosnienne, né le 26 août 1958 Sarajevo en Yougoslavie (aujourd'hui en Bosnie-Herzégovine), reconverti en entraîneur. Il est le frère jumeau de Zoran Vujović.

## Biographie
Attaquant vedette de l'ancienne sélection yougoslave, il est libre à 28 ans de pouvoir s'engager pour un club étranger, comme l'autorise les règlements yougoslaves de l'époque. Il refuse d'abord une proposition du Matra Racing pour rejoindre les Girondins de Bordeaux en même temps que son frère Zoran.
Dans le championnat de France, il sera très en réussite lors de ses passages à Girondins de Bordeaux, à Cannes et au Paris-SG, mais moins à Sochaux. Il termine sa carrière après une bonne saison en Division 2 à Nice. Il aura marqué plus de 75 buts dans le championnat de France.

## Palmarès

### En club
- Champion de Yougoslavie en 1979 avec Hajduk Split
- Champion de France en 1987 avec les Girondins de Bordeaux
- Vainqueur de la Coupe de Yougoslavie en 1977 et en 1984 avec Hajduk Split
- Vainqueur de la Coupe de France en 1987 avec les Girondins de Bordeaux
- Vice-champion de France en 1988 avec les Girondins de Bordeaux

### En équipe de Yougoslavie
- 70 sélections et 25 buts entre 1979 et 1990
- Participation à la Coupe du monde en 1982 (Premier Tour) et en 1990 (1/4 de finaliste)
- Participation au Championnat d'Europe des Nations en 1984 (Premier Tour)

### Distinction individuelle
- Meilleur buteur du Championnat de Yougoslavie en 1985 (25 buts) avec Hajduk Split